# 崔兆麟
崔兆麟（？—？），湖北汉阳（湖北武汉）人，清朝政治人物。
崔兆麟曾于1796年接替许坤任上海县知县一职，1797年由汤焘接任。